# Paroreomyza maculata
Paroreomyza maculata là một loài chim trong họ Fringillidae.